# Leptasthenura pallida
Leptasthenura pallida är en fågelart i familjen ugnfåglar inom ordningen tättingar. Den betraktas oftast som underart till gråryggig sprötstjärt (Leptasthenura aegithaloides), men urskiljs sedan 2016 som egen art av Birdlife International och IUCN.
Fågeln förekommer i västra och centrala Argentina samt södra Chile. Den kategoriseras av IUCN som livskraftig.